# Lojas Insinuante

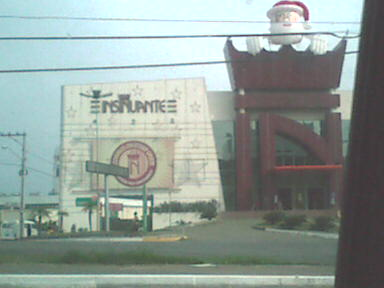
Unidade da Avenida Paralela enfeitada para o Natal, em Salvador, Bahia.

A Lojas Insinuante foi uma rede brasileira de varejo de móveis e eletrodomésticos que atuou nos estados da Bahia, Pernambuco, Ceará, Rio Grande do Norte, Maranhão, Sergipe, Alagoas, Paraíba, Piauí, Pará, Amazonas, Rio de Janeiro e Espírito Santo. Esteve presente em todas as cidades do Nordeste com mais de 50 mil habitantes, totalizando 260 lojas.
Começou sua trajetória em 1959 na cidade de Vitória da Conquista, interior da Bahia, atuando inicialmente no segmento de calçados.
A Insinuante era líder absoluta do varejo de eletrodomésticos no Nordeste. Com forte capilaridade e penetração nos Estados da região, foi também a maior anunciante do Nordeste e foi uma das primeiras no Brasil e a primeira da região a investir no conceito de megaloja (megastore), com áreas gigantescas que vendem de tudo um pouco desde artigos de informática, decoração e até móveis.

## História

### Fusão
No dia 29 de março de 2010, a rede de varejo baiana Insinuante anunciou a fusão de suas operações com a Ricardo Eletro, de Minas Gerais, formando uma varejista com cerca de aproximadamente 528 lojas no Brasil. A Ricardo Eletro foi fundada em 1989, em Divinópolis, Minas Gerais, mas atuava também nos Estados do Espírito Santo, São Paulo, Rio de Janeiro, Pernambuco, Bahia, Sergipe, Alagoas, Goiás e Distrito Federal, divididas em lojas de rua, de shopping e megalojas. A Insinuante tinha cinco centros de distribuição. O modelo de negócios da Máquina de Vendas previa a manutenção de ambas as bandeiras por acreditar que o forte da atuação era a marca, que atendia as demandas e expectativas regionais de seus consumidores.
A rede Insinuante também possuía uma operação de comércio eletrônico com estrutura para atender todas as cidades brasileiras.
Em 11 de abril de 2016, foi anunciado que a marca Insinuante deixaria de existir, assim como as marcas "Eletro Shopping", "City Lar" e "Salfer".

### Incêndio
O centro de distribuição de Lauro de Freitas, na Grande Salvador, sofreu com grande incêndio no dia 10 de abril de 2012, que mobilizou cinco equipes do Corpo de Bombeiros.